# Metallurg Bekobod
Metallurg Bekobod är en uzbekisk fotbollsklubb från staden Bekobod (Bekabad). Klubben spelar för närvarande i Olij Liga, landets högsta division.
Klubbens hittills största framgångar kommer från den Uzbekiska SSR-cupen, som man vann år 1985 och 1990. Klubben spelar sina hemmamatcher på Metallurg Bekobod-stadion som har en kapacitet för 11 000 åskådare.

## Placering tidigare säsonger
| Säsong | Nivå | Liga      | Placering | Referens |
| ------ | ---- | --------- | --------- | -------- |
| 2018   | 1    | Olij Liga | 5         | [ 1 ]    |
| 2019   | 1    | Olij Liga | 5         | [ 2 ]    |
| 2020   | 1    | Olij Liga | 7         | [ 3 ]    |
| 2021   | 1    | Olij Liga | 11        | [ 4 ]    |
| 2022   | 1    | Olij Liga | 10        | [ 5 ]    |
| 2023   | 1    | Olij Liga | 10        | [ 6 ]    |
| 2024   | 1    | Olij Liga | 13        | [ 7 ]    |